# Икономика на Италия
Икономиката на Италия е третата по големина икономика в еврозоната. Паричната единица е евро (от 2002 г.). Италия е страна член на Г-7 и Г-8 и, един от основните партньори в Г-20 и високоразвита индустриално-аграрна страна. За икономиката на държавата традиционно характерни са големите регионални различия по равнище на доходите и икономическа специализация. След световната финансова криза от 2008 г., страната се оказва в дълговременна рецесия, характеризираща се с ръст на външния дълг, увеличение на безработицата до рекордни нива, спад на производството и други активности.

## Общи сведения
Страната се дели основно на индустриален и високоразвит север и беден, аграрен юг. Брутният национален продукт на човек от населението е 28 300 долара на година. Водещи отрасли на промишлеността са машиностроенето, металургията, химическа и нефтопреработвателната, леката и хранително-вкусовата промишленост.
Италия влиза в числото на големите производители и доставчици на световния пазар: автомобили, велосипеди и мопеди, трактори, перални машини и хладилници, радиоелектронна продукция, промишлено оборудване, стоманени тръби, пластмаси и химически влакна, както и дрехи и обувки, макарони, сирене, зехтин, вина, плодови и доматени консерви.